# Julián Coronel
Julián Rosa Coronel (n. Asunción, Paraguay, 23 de octubre de 1958) es un exfutbolista paraguayo. Jugaba en la posición de portero. Fue internacional con la Selección Paraguaya de Fútbol, en solo una oportunidad, participando de la Copa del Mundo de México 1986.

## Clubes
| Club                 | País     | Año       |
| -------------------- | -------- | --------- |
| Guaraní              | Paraguay | 1977-1986 |
| Universidad Católica | Chile    | 1986-1988 |
| Olimpia              | Paraguay | 1989-1991 |

## Palmarés
| Título                       | Club                 | País     | Año  |
| ---------------------------- | -------------------- | -------- | ---- |
| Primera División             | Universidad Católica | Chile    | 1987 |
| Primera División             | Olimpia              | Paraguay | 1989 |
| Copa Libertadores de América | Olimpia              | Paraguay | 1990 |